# معركة يافا (1197)
معركة يافا حدثت في عام 1197 بين الجيش الأيوبي والصليبيين خارج مدينة يافا. هُزم الصليبيون وتمكن الأيوبيون من نهب يافا في النهاية.

## الخلفية
في عام 1195، حمل الملك الألماني هنري السادس الصليب وأطلق حملة صليبية جديدة إلى الأرض المقدسة. هذه المرة سلك الألمان طريقًا عبر البحر، متجنبين الطريق الخطير الذي سلكه والده بربروسا أثناء الحملة الصليبية الثالثة. يذكر أرنولد لوبيك أن الألمان كان لديهم جيش يبلغ تعداده 60 ألف جندي، وهو رقم مبالغ فيه بالفعل؛ ربما كان لدى الألمان ربع هذا العدد. وصلت مجموعة كبيرة من الألمان في أوائل سبتمبر 1197 بينما توقفت القوة الرئيسية في قبرص لتتويج إيميري. قامت القوة الألمانية بغارة على الجليل؛ ومع ذلك، حاصرهم الأيوبيون بقيادة العادل الأول، ولم ينقذهم سوى تدخل ملك بيت المقدس هنري الثاني.

## المعركة
بعد فترة وجيزة، غادر العادل عكا واتجه نحو يافا، حيث انتهت هدنة عام 1192. كانت مدينة يافا تحت حكم رينو بارليس. ربما بسبب التهور، خرج الصليبيون من يافا وذهبوا للقاء الأيوبيين. هاجم الصليبيون المسلمين؛ ومع ذلك، قاومهم الأيوبيون وجعلوهم هاربين. تراجع الصليبيون من ساحة المعركة نحو يافا مرة أخرى. ومع ذلك، وجد الصليبيون أن البوابات مغلقة. أغلقت الحامية البوابات خوفًا من هجوم محتمل على المدينة. تم ذبح جميع الصليبيين بالخارج لاحقًا. ثم حاصر الأيوبيون المدينة.
هاجم الأيوبيون الأسوار وأجبروا الحامية على التراجع. كان الدفاع ضعيفًا. اضطر الصليبيون إلى التراجع إلى القلعة، لكن الأيوبيين تمكنوا من اقتحامها وقتل جميع المدافعين بداخلها. سمع الملك هنري الثاني نبأ هذا الهجوم وأرسل جيشه لإنقاذ المدينة؛ ومع ذلك، في 10 سبتمبر، في حادث غير متوقع، سقط هنري من النافذة في عكا ومات. في الوقت نفسه، سقطت يافا بالفعل في أيدي الأيوبيين، وعند سماع وفاة ملكهم، انسحب جيش الإغاثة الصليبي.
دمر الأيوبيون المدينة، وأخذوا الكثير من الغنائم والأسرى، وغادروا.

## العواقب
ظلت مدينة يافا في أيدي المسلمين حتى عام 1204، عندما أعيدت إلى الصليبيين كجزء من الهدنة المتفق عليها مع العادل. ولكن على الرغم من عودتها، ظلت مهجورة حتى عام 1228.